# Gladiator (romance)
Gladiator é um romance de ficção científica do autor americano Philip Wylie, publicado pela primeira vez em 1930. A história gira em torno de um cientista que inventa um soro de "radical livre alcalino" para "melhorar" a humanidade, concedendo a força proporcional de uma formiga e a capacidade de salto de um gafanhoto. O cientista injeta sua esposa grávida com o soro, e seu filho Hugo Danner nasce com força sobre-humana, velocidade e pele à prova de balas. Hugo passa boa parte do romance escondendo seus poderes, raramente tendo a chance de usá-los abertamente.
O romance é amplamente considerado como uma possível inspiração para o Superman, devido às semelhanças entre Danner e as primeiras versões do Superman, que estreou em 1938, embora não exista confirmação de que os criadores do personagem, Jerry Siegel e Joe Shuster, tenham sido diretamente influenciados pela obra de Wylie.

## Histórico de publicação
O romance em capa dura foi publicado pela primeira vez pela Alfred A. Knopf, de Nova York, em 1930, com edições de clube do livro no mesmo ano pela Book League Monthly.
Gladiator permaneceu em circulação por várias décadas, com edições em capa dura da Shakespeare House (1951) e Hyperion Press (1974, ISBN 0-88355-124-1, com introdução de Sam Moskowitz), e edições em brochura da Avon Books (1949 e 1957), Lancer Books (1958, 1965, 1967, 1973 e 1985), Manor Books (1976), Bison Books (imprint da University of Nebraska Press, 2004, com introdução de Janny Wurts, ISBN 0-8032-9840-4), Disruptive Press (2004) e Blackmask (2004, ISBN 1-59654-013-3, ISBN 978-1-59654-013-2).

## História
A história começa no início do século XX. O professor Abednego Danner vive em uma pequena cidade rural no Colorado e tem um casamento um tanto infeliz com uma mulher conservadora e religiosa. Obcecado por desbloquear o potencial genético, Danner experimenta com um girino (que quebra o recipiente em que está) e com uma gata grávida, cujo filhote demonstra força e velocidade incríveis, chegando a atacar animais maiores. Temendo que o gato se torne incontrolável, Danner o envenena. Quando sua esposa engravida, Danner repete o experimento nela, sem que ela saiba.
O filho deles, Hugo, demonstra uma força incrível quase imediatamente, e a esposa de Danner percebe o que ele fez. Embora o odeie, ela não o abandona, e eles criam o filho juntos, ensinando-o a respeitar seu dom e advertindo-o severamente a nunca lutar ou revelar suas habilidades, sob o risco de ser caçado. Hugo cresce sendo alvo de bullying na escola, mas se recusa a revidar. Ele encontra alívio quando descobre a liberdade das florestas ao redor da cidade, onde libera sua força imensa nas árvores, como forma de brincar.
Hugo tem sucesso na adolescência, tornando-se um astro do futebol americano e recebendo uma bolsa universitária. Ele passa os verões e tempos livres tentando usar sua força, tornando-se lutador profissional e homem-forte em um parque de diversões. Após matar outro jogador durante um jogo, Hugo abandona os estudos.
Danner viaja para a França e se alista na Legião Estrangeira Francesa durante a Primeira Guerra Mundial, onde sua pele à prova de balas se mostra útil. Ao retornar para casa, consegue emprego em um banco. Quando uma pessoa fica trancada dentro do cofre, Hugo se oferece para libertá-la, com a condição de que todos deixem a sala. Sozinho, ele arromba a porta do cofre e salva o homem. No entanto, em vez de receber gratidão, Hugo é visto com suspeita. O banqueiro o acusa de ser um arrombador criativo que estava esperando a oportunidade de roubar o cofre. Hugo é demitido, ameaçado de prisão e levado para ser (ineficazmente) torturado. Ele resiste a todos os interrogatórios, escapa e levanta um carro no ar.
Depois disso, tenta se envolver na política, mas se frustra com a burocracia de Washington. Ainda buscando um propósito para sua vida e seus poderes, junta-se a uma expedição arqueológica rumo a ruínas maias. Finalmente encontrando um amigo no cientista que lidera a expedição, Hugo revela seus dons e sua origem. O arqueólogo, sábio e compassivo, simpatiza com Hugo e sugere alguns caminhos a seguir. Naquela noite, durante uma tempestade, Hugo sobe sozinho ao topo de uma montanha, debatendo-se sobre o que fazer. Ele clama a Deus por orientação e é atingido mortalmente por um raio.

## Recepção
"Lendo o capítulo final de Gladiator, você tem a sensação de que Philip Wylie simplesmente não sabia o que fazer com seu protagonista super-humano. Como poderia? Ele não estava escrevendo uma aventura escapista, mas literatura. Não havia guias, nenhum farol a seguir. Pelos padrões conservadores da literatura do início do século XX, o super-homem estava fadado ao fracasso apenas por ser um super-homem."
— Will Murray, Gladiator of Iron
Segundo o indicado ao prêmio Ellis, Andrew Salmon, "A escrita é ousada, precisa e acelerada, com surpreendente desrespeito às convenções e à moral da década de 30. Hugo Danner não é um Superman imaculado, mas sim tão áspero quanto um personagem de Frank Miller... Como uma história de super-herói, Gladiator entrega. Como peça histórica, o romance supera todas as expectativas."

## Adaptações

### Filmes
Em 1938, Gladiator  foi adaptado de forma bastante livre para o cinema, sendo transformado em uma comédia estrelada por Joe E. Brown. Nesta versão, o protagonista Hugo Danner é retratado como um sujeito atrapalhado que adquire força sobre-humana temporária ao tomar uma poção. A trama foi drasticamente alterada em relação ao original, e a crítica à natureza humana, presente no romance, praticamente desapareceu. Curiosamente, o filme foi lançado apenas dois meses após a estreia do Superman nos quadrinhos.

### Quadrinhos
A história foi adaptada pela Marvel Comics em Marvel Preview #9 (inverno de 1976), a história foi escrita por Roy Thomas e ilustrada por Tony DeZuniga,, seguindo aproximadamente a primeira metade do romance. (Não se sabe se uma continuação estava planejada.) Na capa, é anunciado como "do romance explosivo Gladiator de Philip Wylie", com a história intitulada "Man God". A edição, publicada em preto e branco, apresentava uma ambientação modernizada e uma narrativa ajustada ao estilo característico da Marvel, tanto em tom quanto em linguagem visual.
Na capa, a obra foi anunciada como "do romance explosivo Gladiator de Philip Wylie", evidenciando o reconhecimento de sua origem literária. Apesar de manter diversos elementos essenciais do livro, a adaptação não teve continuidade. Até hoje, não se sabe se uma sequência chegou a ser planejada, o que torna a publicação uma curiosidade única na trajetória da Marvel, uma tentativa de revisitar arquétipos que antecederam o surgimento do Superman.
Thomas posteriormente criou um personagem chamado Arn "Iron" Munro no quadrinho da DC Young All-Stars, como homenagem a Gladiator. Iron Munro é filho de Hugo Danner, que teria forjado sua morte e mais tarde retornado ao Colorado para tornar-se pai. No livro, o pai de Hugo Danner deixava claro que os efeitos do processo que gerou os poderes do filho não seriam herdados geneticamente. A experiência deveria ser repetida a cada geração para surtir efeito.
Entre 1981 e 1987, Roy Thomas escreveu a popular série All-Star Squadron, ambientada na Terra 2, universo paralelo que reunia os heróis da Era de Ouro dos quadrinhos. A série mostrava versões da Terra2 de Superman, Batman, Mulher-Maravilha e outros personagens clássicos atuando durante a Segunda Guerra Mundial. Com o lançamento de Crise nas Infinitas Terras em 1985, a DC eliminou o conceito de Multiverso e unificou sua continuidade. Como consequência, heróis como Superman foram removidos do cenário da guerra, e a série All-Star Squadron foi encerrada em 1987.
A DC então encarregou Roy Thomas de criar uma nova série que substituísse a anterior. Assim surgiu Young All-Stars, apresentando uma nova equipe de super-heróis atuando na Segunda Guerra. O conceito por trás da série era que a "energia deslocada" dos heróis apagados da continuidade teria gerado novos análogos para ocuparem seus lugares. Iron Munro passou a substituir o Superman, com poderes e aparência semelhantes. Outros personagens também foram criados com esse propósito, como Flying Fox no lugar do Batman, Fury no papel da Mulher-Maravilha, e Neptune Perkins como substituto de Aquaman.
Iron Munro foi inspirado por dois personagens pulp da década de 1930. Seu nome veio de Aarn Munro, protagonista do romance de ficção científica The Mightiest Machine, de John W. Campbell, publicado em 1934. Esse personagem possuía força e agilidade excepcionais por ter crescido em um planeta com gravidade elevada, a mesma justificativa usada nas primeiras histórias do Superman. Aarn Munro chegou a ser adaptado para os quadrinhos na revista Shadow Comics, onde era chamado de “Iron Munro”.
Além de Aarn, o personagem também é diretamente baseado em Hugo Danner, o super-humano protagonista do romance Gladiator. Danner era dotado de força, velocidade e resistência sobre-humanas, e é frequentemente citado como uma das inspirações originais para o Superman. 
O romance foi também adaptado em uma minissérie em quadrinhos de quatro edições, estilo prestige, escrita por Howard Chaykin com arte de Russ Heath. A série foi publicada pela Wildstorm, um selo da DC Comics, em 2005. A história foi renomeada como Legend, embora as capas das duas primeiras edições incluam um grande aviso dizendo "Inspirado por Gladiator de Philip Wylie". O cenário da história foi transportado para a segunda metade do século, substituindo a Primeira Guerra Mundial pela Guerra do Vietnã, mas a trama principal permaneceu praticamente inalterada.

### Televisão
A segunda temporada, episódio dois da série Fringe, intitulado "Night of Desirable Objects", pode ter sido inspirado pelo romance Gladiator. O episódio envolve um cientista que alterou geneticamente seu filho ainda não nascido para garantir sua sobrevivência, e após o nascimento, ele se desenvolve como um "superbebê".

### Na cultura popular
O livro aparece na casa do personagem fictício Hollis Mason (o Coruja original) na edição #1, página 9 da minissérie Watchmen, de Alan Moore e Dave Gibbons.